# ギョクデペの戦い
ギョクデペの戦い（トルクメン語: Gökdepe urşy、ロシア語: Геоктепинское сражение）とは、1880年12月から1881年1月にかけてロシア帝国とトルクメン人のテケ部族との間で発生した戦闘である。この戦闘によってロシア帝国の中央アジア征服が事実上達成されたと考えられている

## 経緯

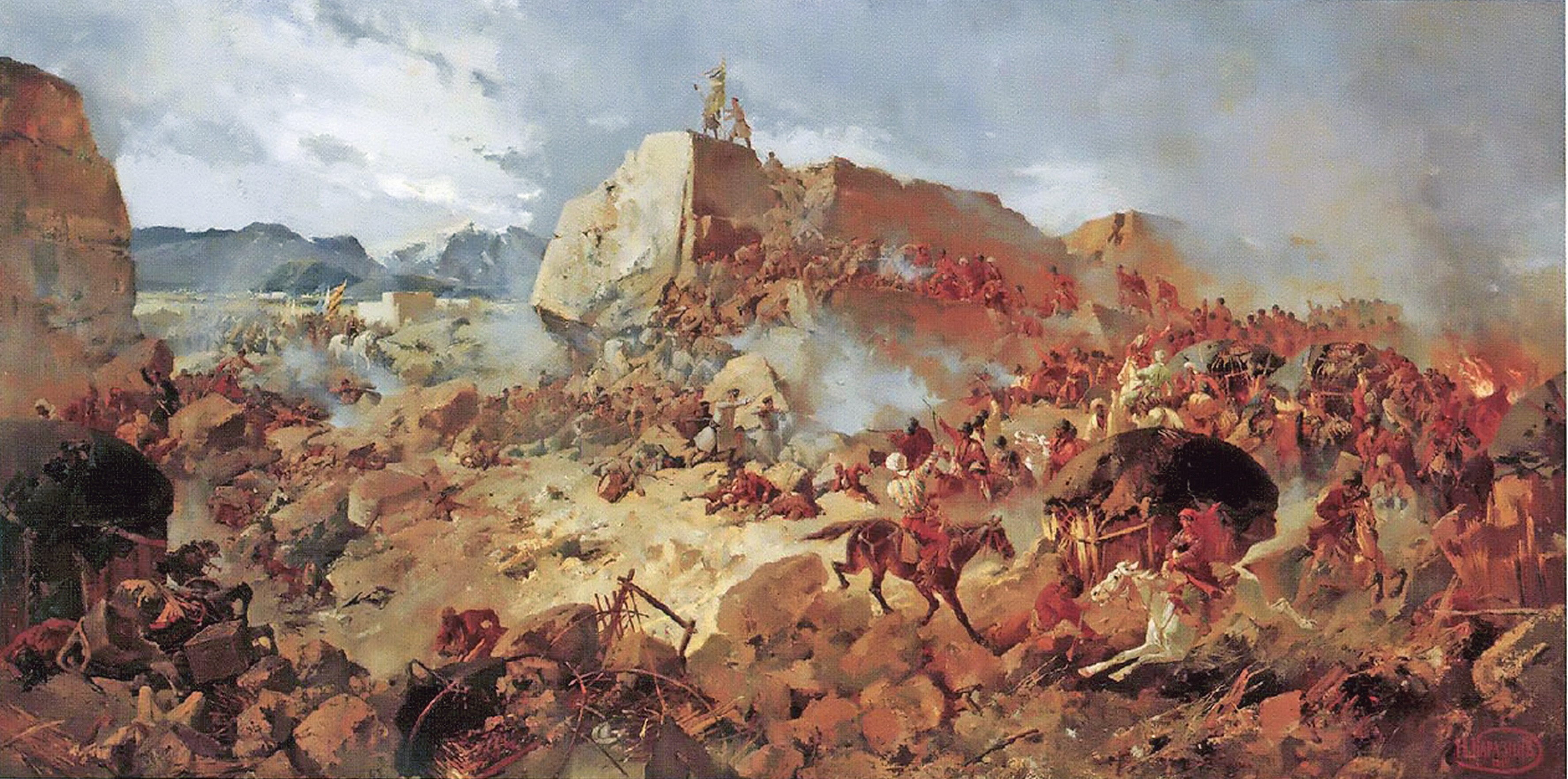
ギョクデペ要塞の包囲（Nikolay Karazin）

ブハラ・ハン国、ヒヴァ・ハン国を支配下に置いたロシア帝国はトルクメン人のテケ部族が生業としていた奴隷交易を禁止した。ロシアの措置に対して、1877年頃にテケ部族はイランを支配するガージャール朝にロシアへの共闘を提案する。中央アジア全域の征服を目的とするロシアはロシア領トルキスタンとイラン・アフガニスタンの間に広がるトルクメニスタン南部への進出を図り、遠征軍を派遣する。
1879年にアシュハバード（アシガバート）から約44km西に離れた場所に位置するギョクデペ要塞でテケ部族はロシア軍を迎撃し、勝利を収める（ギョクデペの戦い (1879年)）。戦闘の後、各地のトルクメン人はロシアの領土に侵入し、1880年にはアム川沿岸部がトルクメン人の攻撃に晒された。ロシア政府はカスピ海方面からトルクメニスタンに援軍を派遣し、ミハイル・スコベレフを司令官、サマルカンドに駐屯していたアレクセイ・クロパトキンを参謀としてギョクデペの占領を命令する。ロシア軍の補給線はトルクメン人からの攻撃を受けたものの12,000の兵士と100門の大砲が到着し、1880年12月半ばにロシア軍はギョクデペ要塞の前面に現れた。
12月中は両軍は睨みあったまま動かず、1月1日になって初めてロシア軍は攻撃を行う。城内に砲弾が打ち込まれ、12門のホチキス機関銃の援護射撃を受けたロシア兵が突撃を敢行するが、テケ部族は攻撃に耐え切った。1月24日早朝、ロシア軍は城壁の東側をダイナマイトで爆破して突入口を開き、城内になだれ込んだ。城砦に立て篭もるトルクメン人を鼓舞していたイシャーン（導師）・クルバン・ムラトはメルヴに脱出するが、15,000人のトルクメン人が殺害された。婦女子を含む多数の死者を出したロシア軍に対して、イギリスをはじめとする諸外国は強い非難の声を上げた。
この敗戦でトルクメン人は戦意を喪失したといわれ、1885年までにトルクメニスタン南部に居住するトルクメン諸部族はロシアに帰順した。